# Floridablanca (Colombia)
Floridablanca es un municipio colombiano del departamento de Santander al noreste de Colombia. Tiene una extensión aproximada de 97 km²; se encuentra conurbado con la ciudad de Bucaramanga y pertenece a su área metropolitana. Floridablanca es conocida por sus obleas, su turismo, sus parques, sus centros comerciales, sus clínicas, su educación de calidad y ha sido polo del progreso de la región durante los últimos años.
Como muestra del crecimiento en sus últimos años ha contribuido con un gran aporte al desarrollo de la región, su crecimiento urbanístico va acorde con las necesidades del área metropolitana de Bucaramanga. 

## División Político-Administrativa
La Cabecera municipal se encuentra dividida en 8 comunas.

### Corregimientos
Floridablanca tiene bajo su jurisdicción varios centros poblados, que en conjunto con otras veredas, constituye los siguientes corregimientos:
| Corregimiento | Centros Poblados                                                                  | Veredas                                |
| 1             | - Altos de Oriente - Calatrava - La Cidra - Montearroyo - Villas del Guadalquivir | Alsacia, Casiano, Guayana, Helechales. |
| 2             | - Bellavista - El Mortiño - Km 14                                                 | Aguablanca, Vericute.                  |
| 3             | - Ruitoque Country - Trinitarios - Valle del Ruitoque                             | Río Frío, Ruitoque.                    |

### Área metropolitana
El área metropolitana de Bucaramanga está conformada actualmente por los municipios de Bucaramanga, Floridablanca, Girón y Piedecuesta.
Fue creada mediante la Ordenanza 20 del 15 de diciembre de 1981 por la Asamblea de Santander, en la cual se ponía en funcionamiento un área metropolitana, conformada por Bucaramanga, como gran centro urbano o núcleo principal y las localidades contiguas de Floridablanca y Girón.
En el año de 1984, se expidió la Ordenanza 48 en la cual se autoriza la entrada del municipio de Piedecuesta al área metropolitana de Bucaramanga, lo cual fue formalizado mediante el Decreto 332 del 2 de marzo de 1985.

## Historia

### Guanes

#### Primeros pobladores
El territorio que ocupa actualmente el municipio de Floridablanca fue ocupado en los tiempos prehispánicos por el cacique Guane, al igual que Bucaramanga y Piedecuesta, aunque es muy poco probable que existiera algún asentamiento humano de importancia ya que la cercanía a la triple frontera en que convergían Guanes, Yariguies y Chitareros convertía a los poblados allí situados en víctimas potenciales de los enemigos.
Vestigios del pueblo guane se encuentran en la Mesa de Ruitoque, en unas cuevas, en donde fueron encontrados dibujos similares a los existentes en la piedra del sol hallada en el casco antiguo del municipio. En 1540 Martín Galeano conquistó la región y venció a los indígenas.
Los Guanes, después de los Chibchas Muiscas, fueron el pueblo prehispánico que más se destacó por el amplio desarrollo de sus manifestaciones culturales, que los diferenciaron de sus vecinos más inmediatos: Yariguies al occidente y al noroccidente, Chitareros al nororiente, Laches al oriente y Muiscas al sur.
Ellos ocuparon territorios de lo que hoy es Oiba, hasta la meseta de Bucaramanga, comprendiendo territorios de Charalá, Socorro, San Gil, Barichara, Mesa de los Santos, Piedecuesta, La Vega de Saravita, La Margen occidental del río Chicamocha y Floridablanca.
Según el historiador Don Juan de Dios Arias, “Eran los Guanes de gentil continente, estatura más que mediana, color blanco, ademán desembrazado y mirar franco; tenían nariz más bien afilada y la boca pequeña y horizontal. Eran de constitución fuerte y desarrollada por el trabajo agrícola y por los ejercicios militares”.
Su alimentación: principalmente maíz, que molían con dos piedras y con esa harina hacían bollos y mazamorra. Además: yuca, calabaza, ahuyama, tomates y ají. Cazaban palomas silvestres, conejos, armadillos, venados, naques, patos, perdices, pescado y hormigas culonas. Bebían chicha fermentada y masticaban coca.

### La Conquista / Colonización
En 1543 Martín Galeano, capitán español recorrió y separó los territorios de los Muiscas y los Guanes. Ya este capitán había fundado la ciudad de Vélez, en 1539.
Como territorio Guane señaló las cuencas de los ríos Suárez y Pienta- Fonce y el Chicamocha. En el actual territorio de los Santanderes los españoles identificaron las provincias del Rincón de Vélez (Chibchas - muiscas sujetos y tributarios del gran cacique de Tunja - Hunza), de los Guanes, de los Chitareros, de los Yariguies, de los Opones y Carares y de los Motilones. Parece que los límites étnicos eran en buena medida los cauces de los ríos, custodiadas por un capitán tributario de un cacique cercano, esto se denominaba, “La Cabuya Prehispánica”.
Entre 1551 y 1558 se definieron definitivamente los espacios jurisdiccionales de las dos ciudades, Vélez y Pamplona, esto a causa del hallazgo del distrito minero del Río de oro por los pamploneses, correspondiéndole al territorio de hoy Floridablanca, quedando del lado de los pamploneses ya que el límite se estableció en la margen derecha del Río de Oro.
En 1596 el hijo de Ortun Velasco, Juan Velasco, construyó con su familia una casa y una iglesia a orillas del Río Frío, llamada La Hacienda Bucarica. La Hacienda Bucarica se convirtió en un centro de consumo y mercado para las ciudades de Vélez y Pamplona. La encomienda de Bucarica de Juan Velasco tenía 204 almas indígenas guanes, de ellos 59 hombres en la edad de trabajar (28 eran lavadores de oro y los otros 31 agricultores y ganaderos), el resto eran mujeres, niños y ancianos. Es quizá el primer asentamiento poblacional de lo que hoy es Floridablanca. Para entonces los guanes ya eran un pueblo diezmado, esclavizado y sin identidad(La encomienda era el repartimiento de los indios entre los conquistadores españoles y estos debían trabajar sus diseños).

### La independencia
El 16 de marzo de 1780 en la Plaza del Socorro (Santander), una voz femenina y valiente, Doña Manuela Beltrán, se levantó entre los que allí estaban mercando y arrancando los memoriales que ordenaban nuevos aumentos de los tributos, incitó al pueblo a rebelarse contra ese atropello del gobierno virreinal. Este fue el detonante para que el 30 de mayo de 1781 José Antonio Galán diera el grito de la rebelión comunera que finalizó con el engaño en las capitulaciones ante el Arzobispo Antonio Caballero. 
De España llega el sabio José Celestino Mutis, con una misión, levantar un inventario de la flor de la Nueva Granada, se le denominó “La expedición Botánica”, su gran mecenas fue José Moñino y Redondo, conde de Floridablanca y para entonces ministro del rey Carlos III.
Mutis escogió a lo más granado de la juventud: al sabio Caldas, a Eloy Valenzuela, a Sinforoso Mutis, a Pedro Fermín Vargas, entre otros; quienes aprovechando la importante biblioteca del sabio, nutrieron sus anhelos libertarios con documentos como la declaración de los derechos del hombre (1789, era la época del enciclopedismo de D'Alembert y Diderot en Europa).
Antonio Nariño, se atreve a traducir los derechos del hombre (1793) (del francés al español) hecho que le significa la cárcel, y su posterior huida a tierras europeas, donde aprovecha para entrar en solicitud de apoyo a la causa de la libertad de la Nueva Granada a los gobiernos de Francia e Inglaterra. Regresa a Santa Fe en 1797.
En Venezuela, Miranda desembarca en 1806 y proclama la libertad de ese país.

### Proyecto de elección de Parroquia
Esos eran los acontecimientos que sucedían en la Nueva Granada y que se conocían semanas y meses después porque no había comunicaciones rápidas, solo se hacía por medio de mensajeros a caballo o en barco por el río Magdalena.
El valle denominado “La Mano del Negro (o la palmita), el sitio Bucarica, Zapamanga y los Cauchos, estaban pobladas por propietarios terratenientes, colonos y arrendatarios, ellos pertenecían a las feligresías de Girón, Piedecuesta y Bucaramanga. En posibles conversaciones buscando la conveniencia de establecer una nueva parroquia (forma de crear legalmente un pueblo tradicionalmente en Colombia), muy seguramente se reunieron varias veces exponiendo sus argumentos, que fueron apoyados por el cura Eloy Valenzuela, párroco de Bucaramanga (antiguo miembro y secretario de la expedición botánica) y que junto a los curas-abogados Juan Agustín de la Parra como párroco de Matanza, del Doctor Juan Agustín de los Reyes como párroco de Cácota de Sorata y del Doctor Pedro de Uribe Martilla de los Ríos, cura párroco de Piedecuesta, veían también en este proyecto la creación de un punto de convergencia para el comercio de harinas del valle del río Suratá, de tabaco y aguardiente de Piedecuesta. “No solo una nueva parroquia si no para cabecera y cabildo de toda provincia”.
El 24 de julio de 1809 diez residentes de este sitio, otorgaron ante un escribano el poder requerido para que Nicolás Llanos procurador de Causas de la Real Audiencia los representase ante el arzobispado en las diligencias necesarias para obtener la erección de una parroquia nueva en el sitio de la mano del negro. El argumento del apoderado Nicolás Llanos, fue exponer “…La congregación del campesinado en asentamientos urbanos era una medida de gran utilidad para los fines del estado y la iglesia”. Este era el programa formulado en España por el conde de Floridablanca, el ministro de Campomanes y Don Gaspar Melchor de Jovellanos. Pero este proyecto tenía un gran opositor, era el cura párroco de Girón Pedro Salgar, porque según sus cálculos perdería $800 pesos anuales de los $5000= que recibía su parroquia.
El cura Pedro Salgar el 2 de noviembre de 1810, denunció el proyecto la revolución de Antonio Nariño, de Sinforoso Mutis Consuegra (sobrino del sabio Mutis), del canónigo Andrés Rosillo y otros ante el virrey, y los relacionó con los hechos del 20 de julio en Santa Fe, además denunció la conspiración en Bucaramanga, Girón, Piedecuesta promovida por los Mutis y los Consuegra (interesados por la creación de la nueva parroquia en el sitio de la mano del negro, hecho que le ocasionó a Facundo Mutis ser encarcelado).
El 8 de octubre de 1810 el Promotor Fiscal del Arzobispado terminó de examinar el largo expediente formado durante el pleito entre las partes y conceptuó que “era oportuna y necesaria la erección parroquial en el sitio de la mano del negro, según los linderos determinados por el Comisionado José de los Reyes, pero el proceso fue suspendido por los hechos del 20 de julio de 1810 que tendían a complicarse." 
Es importante tener en cuenta que el cura Eloy Valenzuela párroco de Bucaramanga y gran promotor de la nueva parroquia propuso el nombre de “Floridablanca” como homenaje a uno de los más ilustres reformadores de la corte del rey Carlos III, el ilustrado don José Moñino y Redondo conde de Floridablanca y además miembro de la Real Expedición Botánica del Nuevo Reino de Granada y quien había fallecido en 1809. Este sería el post-homenaje de los ilustrados neogranadinos a don José Moñino.
Solo hasta el 14 de febrero de 1817, un poco más de seis años después, fue que el apoderado Nicolás Llanos pudo reabrir el expediente y solicitar la expedición de la sentencia en la nueva circunstancia “feliz restablecimiento del orden”.
Muchos de los que inicialmente habían iniciado el proceso apoyando la causa de la creación de la nueva parroquia, desistieron, otros dos había muerto don Facundo Mutis estaba preso en Portacabello. Pero esto no amilanó a Nicolás Llanos que apoderado por el Promotor Fiscal del Arzobispo lograron que el doctor Javier Guerra de Mier profirió el 7 de noviembre de 1817 el auto que erigía en parroquia el sitio de la mano del negro con el título de “Floridablanca de San Juan Nepomuceno”.
Este hecho hizo que 51 vecinos (propietarios y arrendatarios), firmaran el poder de compromiso con la nueva parroquia y sus gastos, el 6 de mayo de 1818 el virrey Samano confirmó la erección de la parroquia “Floridablanca de San Juan Nepomuceno”, pero la lucha por la libertad seguía con mayor intensidad lo que provocó que no se designara párroco.
En 1822 el vicepresidente Francisco de Paula Santander dio su aprobación para que el cura José Elías Puyana fuese el primer párroco de “Floridablanca de San Juan Nepomuceno”.
“Floridablanca nace como producto de la resistencia de unos patriotas anónimos, silenciosos que tramaron la libertad de nuestra patria”(JOB).
Tal como lo muestra la historiografía regional, en esta provincia sólo se fundó con éxito la ciudad de Girón en tanto que todos los demás poblamientos empezaron como pueblos de indios o como parroquias de feligreses.

### Período Republicano
Concluida la guerra de la independencia el nuevo gobierno republicano comenzó a ordenar el territorio de Nueva Granada. 
En 1819 fue nombrado como primer párroco el cura José Elías Puyana, quien ejerció como tal desde el 16 de septiembre de 1837. Realizó obras como:
-La construcción de la capilla de Santa Bárbara (ubicada al costado occidental del parque Santander (principal de Floridablanca) 1823).
-La iglesia de San Juan Nepomuceno (templo parroquial principal de Floridablanca ubicado al costado oriental del parque Santander) 1823 a 1832 (fue reconstruido entre 1898 a 1946).
-La capilla del cementerio construida entre 1823 a 1830.
El padre José Elías Puyana, actuó como Senador por la Provincia de Pamplona el 1 de marzo de 1835 ante el congreso.
En el congreso del 1 de marzo de 1836 también obró como senador el padre José Elías Puyana (párroco de Floridablanca de San Juan Nepomuceno).
En 1837, volvió actuar como senador en el congreso el padre José Elías Puyana; (el padre Puyana fue elegido Obispo Auxiliar de Pasto, el 17 de abril de 1848, consagrado el 7 de abril de 1850).
Por esta época el padre Eloy Valenzuela, habría sido asesinado el 1 de noviembre de 1834; (Promotor y quien propuso el nombre de Floridablanca).
En 1843 ya funcionaba el Colegio de varones.
En 1843, los cosecheros de Girón, que costeaban de su peculio el colegio de Floridablanca lo pusieron a disposición del gobierno nacional para su organización y para que lo confiase a los jesuitas.
En 1846 el colegio de Floridablanca fue reorganizado por el ejecutivo en el mes de julio.
En 1851 el congreso negó el proyecto de trasladar de Piedecuesta a Floridablanca, la capital del Cantón de Soto.
En 1850 (22 de julio), el gobierno Puyana se declaró en contra de la revolución del sur del país. En 1851 pobladores de Floridablanca se unieron a la revolución de la provincia de Pamplona ocurrida el 1 de agosto. El 9 de febrero de 1852 fue instalado el Colegio Provincial en Floridablanca en el Colegio que fuera privado y sostenido por los cosecheros de Girón, dando así el primer paso de la Provincia de Soto en la carrera de la institución superior (años más tarde funcionaria allí el seminario de Pamplona a causa de una epidemia en esa población).
En 1853 fue sancionada la constitución, donde cada Provincia tendría amplia potestad de darse su Constitución Provincial; la cual para la Provincia de Soto debía darse en la capital Floridablanca el 20 de octubre de 1853, pero hubo desacuerdo y luego se trasladó a Piedecuesta y por último se ratificó como capital de la Provincia de Soto a Floridablanca, esto se dio el día 3 de enero de 1954.
En 1854 hubo golpe de Estado al entonces presidente José María Obando, por el general José María Melo, lo que generó la luchas entre las Provincias.
El entonces gobernador de la provincia de Soto doctor Alpio Mantilla pidió desde Floridablanca auxilio al gobernador del Socorro.
En el congreso de 1855, el 6 de marzo, el general Mosquera presentó un proyecto sobre la creación del estado de Santander.
El 13 de mayo de 1857 fue creado el Estado de Santander mediante Ley, conformada por las provincias de Pamplona, Ocaña y Socorro que en adelante sería un estado federal.
El 16 de octubre de 1857 en la constituyente del Estado de Santander se nombró al doctor Manuel Murillo Toro como Presidente.
Murillo Toro (tolimense), se encargó del mando del Estado el 26 de octubre de 1957, el 11 de noviembre del mismo año fue elegido en propiedad el Dr. Murillo Toro La constitución del Estado de Santander es un ejemplo de consonancia entre las ideas liberales y los principios de gobierno propios de los pueblos y consagró “Son Santandereanos todas las gentes que se encuentren en su territorio, sin distinción de su nacimiento y ciudadanos del Estado todos los santandereanos mayores de 21 años”.
El 24 de noviembre de 1857 se nombró como capital del Estado de Santander a Bucaramanga. El 23 de diciembre de 1857 se promulgó una Ley del Estado de Santander formando 15 circuitos como división territorial.
El circuito de Girón formado por Girón y Floridablanca, escogió a Girón como capital.
El 8 de enero de 1858 se constituyó como municipio de Floridablanca (y se dio propia constitución).
El 21 de enero de 1958, el presidente de Santander Manuel Murillo Toro oficiaba a los alcaldes y entre otras cosas decía: “La constitución del Estado de Santander, reconociendo la soberanía absoluta e inmanente del individuo para trabajar, aprender, enseñar, viajar, escribir, ha removido los obstáculos que pudieran presentarse a su instrucción y bienestar, dejando al esfuerzo individual y espontáneo el progreso moral y material de la sociedad”.
El 4 de abril de 1859 la Bula Papal eligió la diócesis de Pasto y eligió a José Elías Puyana como su primer obispo, hecho que fue llevado a cabo el 16 de marzo de 1860.
En 1884 el domingo 17 de agosto en Floridablanca Ceferino Navas jefe de reconocido valor, se declaró en abierta rebelión contra el gobierno de Estado, reconoció al alcalde de Floridablanca, iniciándose en la llamada revolución del 84 contra el presidente Wilches.
En 1887 Don Christian Peter Clausen inició labores de su cervecería Clausen en la Esperanza – Floridablanca. En 1890 se inició el carreteable Bucaramanga Floridablanca.
En 1893 se estableció el servicio telefónico Bucaramanga Floridablanca, se donaron los terrenos para el hospital y se creó la oficina de la beneficencia. En 1899 estalló la guerra de los mil días y Floridablanca:
-El general liberal Uriel Uribe fue derrotado en Piedecuesta el 29 de octubre, se movió con sus dos mil quinientos hombres a Floridablanca a recomponer sus filas; luego marchó contra Bucaramanga el 11 de noviembre, allí el general socorrano Juan Francisco Gómez Pinzón, quien para demostrar su valor herido en una pierna murió desangrado, fue llevado a la Pedregosa y enterrado sigilosamente la noche del 13 de noviembre en Floridablanca.
-El hospital de Floridablanca se convirtió de caridad y se organizó el banco de sangre del ejército.  -
Se organizó la columna Floridablanca, a la que ingresaron muchos hijos de este municipio, y se adscribieron al batallón Peña Solano.
Terminada la guerra; en 1904 se crearon escuelas públicas para niños y niñas, con educación gratuita y maestros pagados por la gobernación.
En 1905 el señor Mc Cormick recibió; apoyo de la gobernación por el invento telar mecánico.
En 1910 los señores Penagos construyen la planta eléctrica, en la rivera Riofrío.
En 1917 Floridablanca recibió el premio departamental al municipio con mayor número de asistentes a las escuelas en relación con su población.
En 1920, se dio al servicio la carretera Floridablanca Piedecuesta.
En 1923 se dio al servicio postal aéreo y de pasajeros entre Bucaramanga Barrancabermeja.
En 1927 se inicia la construcción del acueducto Municipal.
En 1930 se ejecutaron obras como: El matadero municipal, La casa municipal y el hospital.
En 1932 el Concejo municipal ratificó el título de Floridablanca al municipio y no de Florida.
En 1935 entró a funcionar en forma moderna la empresa de licores.
En 1936 el Concejo Municipal ordenó que el mercado ocupara la casa “El Colegio”, donde hoy funciona.
En 1945 el municipio donó a la empresa licorera la construcción del alcantarillado municipal.
En 1952/ 1953 Se creó la destilería y se montó la Planta de lavado y envase.
En 1954 se inauguró el colegio Colegio Técnico Industrial José Elías Puyana.
En 1957 el 8 de diciembre se consagró como sacerdote el padre Carlos Gutiérrez Gómez.
En 1973 se fundó el colegio Vicente Azuero y se instaló alumbrado de mercurio al parque principal.
En 1974 fue creada la biblioteca “Ciudad Valencia”.
En 1975 se nombró por primera vez una mujer como alcaldesa del municipio, Carmen Cecilia Pérez
En 1977 fue creada la bandera del municipio por decreto de la alcaldesa Carmen Cecilia Pérez; y también por decreto de la misma alcaldesa se adopta el escudo.
En 1979 fue creada la biblioteca José Antonio Galán de Zapamanga III (cocaza).
Entre 1987 y 1988 el entonces alcalde Álvaro García Parra, ordenó la construcción del nuevo Palacio Municipal de Floridablanca.
En 1988 se eligió el primer alcalde por voto popular, al doctor Hernando Lamus Quintero.
En 1992 se inaugura la Casa de la Cultura Piedra del Sol durante la administración del alcalde Jorge Humberto Mantilla Serrano.
En 1994 se adopta el himno de Floridablanca por decreto del alcalde Pedro Julio Solano. También en 1994, se inaugura la escuela de música “Luís Francisco Adarme” y el museo arqueológico regional Guane (con más de 800 objetos Guanes). La biblioteca pública es trasladada a la Casa de la Cultura Piedra del Sol
En 1996 fue dado a conocer el pez, más conocido como volador, Lebiasina floridablancaensis único en el mundo con sus características, por el profesor y científico floridablanqueño Carlos Arturo Ardila Rodríguez; este pececillo vive en aguas de quebradas como Aranzoque y otras.
En 1996 se adopta el caracolí como árbol simbólico de Floridablanca por decreto del alcalde Ulises Balcazar Navarro.
En 1997 mediante decreto n.º 0189/97 de la alcaldía, se reconoció el Consejo Municipal de Cultura de Floridablanca, (creado por la ley 388/97). En 1997 se graduó la primera promoción de Bachilleres del Colegio Eco biológico de Floridablanca.
En 2000 la fábrica de obleas de Floridablanca gana premios internacionales. Entre ellos el Galardón Oro Plata a la Calidad México 2000, el concejo Municipal de Floridablanca, se aprueba.
En 2001 El acuerdo n.º 036/01 “por medio del cual se adopta el Plan de Ordenamiento Territorial Municipal de Floridablanca”.
En 2001 Nace el periódico El Floridablanqueño, un órgano informativo y Cultural de la región.
En 2002 se inicia la construcción del barrio González Chaparro, para desplazados.
En 2002 se inicia la construcción de la Casa de Justicia (Barrio Carmen) de Floridablanca.
En 2002 El Concejo Municipal de Floridablanca aprueba el acuerdo n.º 003 de abril 30/02 “por medio del cual se reafirma el nombre del municipio”. De Floridablanca, al igual que sucediera en 1932. (Es Floridablanca y no Florida). En 2005 se crea el centro de historia de Floridablanca.

## Demografía

### Demografía del Municipio de Floridablanca
De acuerdo con los datos oficiales del DANE, Floridablanca tiene 500.000 habitantes (proyección 2018) que la consolidan como la segunda ciudad por habitantes en Santander. El 47,43% (124 780) son hombres y el 52,57% (138.315) son mujeres. El 95,6% de la población de 5 años y más sabe leer y escribir, es decir, la tasa de analfabetismo es del 4,4%.
Según un estudio realizado en el 2005, la población mayor de 18 años y que reside en la ciudad es mayoritariamente bumanguesa, así:
- El 7% son nacidos en Floridablanca
- El 44% son nacidos en Bucaramanga
- El 33% son nacidos en el resto del departamento
- El 16% son nacidos en otros departamentos.

### Composición poblacional de Floridablanca por regiones
En Floridablanca se observan núcleos poblacionales definidos según su procedencia: Quizás el mayor aporte en número y presencia en las actividades culturales y políticas productivas del municipio es la población procedente de la provincia de García Rovira, que son significativos en Bucarica y La Cumbre. Le siguen los de la provincia de Mares (Barrancabermeja) y de las regiones de Ocaña, San Alberto y Aguachica. Floridablanca es muy cosmopolita y aquí se encuentran personas de todo el departamento y de todo el país.

### Etnografía
Del mismo según las cifras del Departamento Administrativo Nacional de Estadística DANE del censo del 2005, la composición etnográfica del municipio es:
- blancos (69,7 %)
- Mestizos (29,8 %)
- Negros (0,5 %)

## Economía
Existe una gran multiplicidad de actividades económicas en el municipio. Para el año de 1998, se observó que cinco actividades contribuían con el 66% del recaudo municipal por concepto del IVA, siendo en su orden: comercio minorista no vehicular con un 26%, comercio mayorista no vehicular con el 13%, otras actividades empresariales con el 11%, la actividad industrial de vestidos con un 9,6% y la de alimentos y bebidas con un 7%.
El sector más importante de la economía del municipio de Floridablanca es el sector terciario, especialmente la actividad comercial. En el sector industrial el 50% de las empresas se dedica a la producción de alimentos, el 14,3% a la fabricación de prendas de vestir y el mismo guarismo a la fabricación de minerales no metálicos, lo que significa que estos tres rubros agrupan cerca del 80% del total de establecimientos industriales localizados en el municipio.

## Recursos Naturales e Hidrografía

### Hidrografía
Floridablanca pertenece a la cuenca del río Lebrija, y tiene dos subcuencas: las del Riofrío y Río de Oro (bajo medio).
De la subcuenca de Riofrío dependen las micro cuencas:
- Riofrío Alto, con afluentes como: Dos Aguas, Aguablanca (el uso de estas fuentes son para el acueducto). También pertenecen la Bejuca y La Carbona (con uso agropecuario).
- Riofrío Bajo, con afluentes como: Ruitoque (de uso agropecuario).
- Zapamanga, con afluentes como: La Cascada, La Despensa, Suratoque (con usos agropecuarios), y San Antonio con los dos usos.
- Aranzoque Mensulí, con afluentes La Guayana (con los dos usos). De la subcuenca Río de Oro (bajo medio), depende la microcuenca Ruitoque cuyo afluente es El Roncados (tiene los dos usos).

### Recursos Naturales
En el área rural se destaca el Cerro de la Judía, sitio estratégico por ser punto de recarga hídrica donde nacen varias quebradas y el Riofrío. Floridablanca cuenta con una malla verde que se ubica paralelamente a las cuencas de las quebradas en el casco urbano. Una de las zonas verdes urbanas de mejor conservación y que permite la protección hídrica pero también de la fauna especialmente las aves, es la ubicada entre los barrios las Palmas, Fátima, San Bernardo, Hacienda San Juan y Lagos del Cacique, este cordón tiene aproximadamente 1 km de largo y hay árboles hasta de 20 metros de altura entre ellos: ficus o lechero, caracolí, yarumo; otras zonas verdes urbanas es la conformada en los barrios Villabel, Molinos, Ciudad Valencia y Santa Bárbara; además en la zona sobre el Riofrío en Bucarica, Lagos y Caracolí, que incluye el “pulmón” de Paraguitas o Jardín Botánico.
Existen otras pequeñas zonas sobre las quebradas Zapamanga, Mojarras, La Pendiente y a lo largo del Riofrío.

### Flora
Las principales especies vegetales que se dan en el municipio de Floridablanca son: caracolí, balso blanco, ciruelo, chachafruto, cucharo, pomarroso, lechero, yarumo, guasito colorado, borrachero, guadua, guayacán, escobilla, moncoro, matarratón, higuerón, samán, patevaca, gallinero, cedro, ceiba, acacia, manchador, orejo, carbonero, cadillo, ají de páramo, oiti, almendro, mamón, nacedero, entre otros.
Se han realizado algunos estudios de la flora de Floridablanca, especialmente de las microcuencas del Riofrío, por parte de investigadores de la CDMB, entre ellos el biólogo Jorge Brand Meza (Caracterización de la flora y fauna de la micro cuenca del Riofrío municipio de Floridablanca junio de 2004 05686B715 CDMB), de allí se tomaron algunos apartes.

El estudio florístico de los relictos boscosos de la micro cuenca del Riofrío, presenta una compresión de 554 especies distribuidas en 253 géneros y III familias de las cuales el 60,4% corresponden a dicotiledóneas; el 20,3% a monocotiledóneas y el 19,3% a pteridofitos.
Las especies se agrupan así: arbóreos (39,0%), Epifitos (21,6%), arbustos (13,5%), bejucos (14,2%), hierbas (11,9%), hemiepifitas (6,32%) y parásitas (0,1%). 

### Fauna
La fauna está asociada a las formaciones vegetales de Floridablanca, entre estas, encontramos los siguientes: sapos, ranas, iguanas, camaleón, lagartija lobo, culebras raneras, la bejuquillo, la lomo de machete, serpientes como la boa, La guarda caminos y la coral. Aves como: paloma, abuelita, perdiz, sillero, copetón, mirla, azulejo, cardenal, canario, carpintero, loros, guañuz, búhos, gavilán, pava, colibrí, garzas y otras; mamíferos como: fara, armadillo, puercoespín de cola larga, oso hormiguero, tinajo, zorro común, gato pardo, conejo, ñeque y ardilla.
Se destaca la existencia de un pez volador, el Lebiasina floridablancaensis, único en el mundo, cuyo hábitat es Floridablanca, vive en pequeñas quebradas de aguas cristalinas y fondo arenoso y de piedras, como la quebrada de Aranzoque. Protegerlo es una obligación hasta hoy olvidada.

### Ecosistema
La microfauna se denomina así por agrupar a especies más pequeñas y la componen los insectos. Estos animalitos habitan el planeta hace más de 40 millones de años y han sido capaces de colonizar sitios agrestes y alejados gracias a su poder de adaptación. Cumplen funciones muy importantes en el ambiente como: agentes de polinización, control de poblaciones, minado de hojas, flores, frutos o semillas, alimentándose de cadáveres o estiércol, etc. Muy seguramente, su importancia sobre el planeta radica en que soportan buena parte de la cadena trópica hasta el punto de ser imprescindibles en la dieta de un amplio género de seres vivos. Algunos grupos sirven como indicadores del estado de conservación o deterioro del medio. 
La CDMB (Corporación Autónoma Regional para la Defensa de la Meseta de Bucaramanga), realizó un primer estudio entomológico en áreas correspondientes a los bosques secundarios en diversos predios de las veredas de Aguablanca, Alsacia y la vía a Cúcuta, y en el cerro de La Judía en la vereda Helechales. Del muestreo realizado se observaron 15 de los 31 órdenes de insectos (cada orden se divide en familias): el orden coleóptero que representa el 21% del muestreo con 22 familias; el orden lepidóptero con 12 familias siendo las más ejemplares; el orden de himenópteras con 15 familias; el orden de dípteros con 19 familias.
El Riofrío es una de las principales cuencas hidrográficas del municipio de Floridablanca, con una variación altitudinal entre 1100 y 2600 m s. n. m., con precipitaciones y temperaturas muy variadas.

## Cultura
En la ciudad existen diversas expresiones culturales y artísticas caracterizadas por la tradición y experimentación, conjugadas por la recurrencia al folclore y por la asimilación de tendencias externas. Estas prácticas constituyen parte del patrimonio cultural y son fuente de identidad de muchos habitantes florideños como la tradición del dulce, los rituales alrededor de la Semana Santa, el Encuentro Nacional de Teatro Gesto Vivo, el Salón de Artes Visuales MIRE, el Fstival Internacional de Narración Oral CUENTAPALABRAS, el Festival de los matachines en el barrio La Cumbre y su quema de fuegos artificiales como despedida de fin de año, el Festival de Anastasio Carrancio, el Festival del Maíz, el movimiento de Música Guasca y guascarrilera, el encanto por la tradición andina colombiana a través de su música y las ferias y fiestas municipales.
Muchas de estas expresiones tienen escaso reconocimiento público y sus consumidores por lo general se han visto reducidos a espacios sociales limitados. Estas expresiones conforman una cantera de estilos artísticos con relativa calidad estética, que requieren de asesoría e intervención cultural por parte de la institucionalidad cultural, además de dotarlas de ciudadanía cultural con el fin que las diversas expresiones culturales del municipio actúen y coexistan en igualdad de condiciones y reconocimiento. En el caso de la práctica de la subcultura de las cumbias, la marginación de los jóvenes de los sectores populares y la constante relación y alusión al conflicto en los bailes y festivales de cumbias, ha estimulado la conformación de un mundo cultural complejo, diverso que potenciado hacia el encuentro juvenil, el arte y la convivencia pueden generar ambientes de paz y construcción de ciudadanía.
Hay que rescatar el esfuerzo de algunas organizaciones y mecenas de la cultura en Floridablanca. Es deber hacer un reconocimiento a personajes como Lucila Gómez (Q. E. P. D.), Carlos Peña Portilla (Q. E. P. D.), Eugenio Mejía (Q. E. P. D.), Maestro Jorge Carreño (Q. E. P. D.). Floridablanca ha sido el semillero de muchas agrupaciones artísticas y de proyectos culturales que trabajan actualmente en el ámbito internacional, nacional y regional; logrando consolidar redes entre los territorios. Títeres El Cristal, Títeres La Cuadra, Títeres Las Patonas, Maestro Efraín García, Suay Hyca, Esquinofrenia Teatro y Metastasis Acto; grupos fundadores del Festival Gesto Vivo. Existen asociaciones culturales que trabajan en el fomento del patrimonio cultural Asuflor, UFA, T-A Piedra del Sol, Soarte, Encontrarte, Fundación Gonzalo Arango, Cocuza y Asociación Cultural Los Matachines, Fundación Artefaun, entre otros no menos importantes.  La Casa de Cultura Piedra del Sol como máxima entidad cultural estatal es el apoyo, fomento y fortalecimiento de las artes y la cultura en el municipio, asimismo la Biblioteca Cecilia Gutiérrez es un espacio permanente de apoyo a los programas de lectoescritura de la nación.
- Festival de Teatro, Títeres y Mimos GESTO VIVO. Encuentro que se realiza todos los años en el mes de noviembre en el marco de la Feria Dulce de Floridablanca.
- Encuentro de Narración Oral CUENTAPALABRAS. Un espacio de la Fundación ARTEFAUN en asocio con la CCPS para el fomento de la oralidad, la lectoescritura, la memoria, el patrimonio y la creación de nuevos cuenteros en el municipio.

## Arquitectura
La ciudad de Floridablanca tiene como referentes varias iglesias y casas ubicadas en el casco antiguo y algunos barrios tradicionales; por otra parte, Floridablanca tiene un crecimiento inmobiliario casi igual al de Bucaramanga, signado por la construcción de grandes centros comerciales, edificios y el rápido crecimiento que su población ha tenido en los últimos quince años. Comparado a Girón y Piedecuesta, Floridablanca es superior en población y economía, también debido a su territorio mayormente llano y su perfil residencial.
Las casas y edificios de mayor ornato en Floridablanca se encuentran ubicadas por todo su territorio en zonas como Cañaveral, La Zafra, El Bosque, Ruitoque Condominio, Valle de Río Frío, entre otros. Cuenta también con las clínicas Carlos Ardila Lülle (la más grande y mejor clínica del área metropolitana), la Clínica Cañaveral, la sede principal en el país de Fundación Cardiovascular de Colombia, la Clínica Guane y el Hospital de Floridablanca. Durante el desarrollo de Cañaveral, uno de los alcaldes de la ciudad se inspiró en la ciudad de Esmirna. 
Floridablanca también es sede de importantes instituciones educativas, la Facultad de Medicina de la Universidad Autónoma de Bucaramanga, la Universidad Santo Tomás, la Universidad Pontificia Bolivariana, y una sede técnica del Sena.

## Turismo
Con 23 °C, su principal atracción se centra en las fábricas de obleas y dulces de paila, manjar de inconfundibles sabores que cada domingo reúne a cientos de personas tras su degustación en el centro histórico, tan es así que Floridablanca es considerada la capital mundial del dulce.
Como municipio del área metropolitana alberga a importantes empresas como Lechesan, Servientrega, Urbanizadora David Puyana, Chispitas Mariposa, Obleas de Floridablanca, Dulcería Celis, Hecho En Santander, Centro Comercial Cañaveral, Centro Comercial La Florida, Ecoparque Natura, Zona Franca Santander, Falabella, Centro Comercial Parque Caracoli, entre otras muchas.
Sitios para visitar en la ciudad de Floridablanca:
- La Casa de la Cultura Piedra del Sol: Construida alrededor de la Piedra del Sol, un antiguo altar guane con significativos pictogramas usada para sus ceremonias religiosas. Alberga en su interior el Museo de la Cultura Guane, con una importante colección de obras artesanales de esta cultura. Se encuentra además el Auditorio Garza Real y el punto Vive Digital.

- Centro Recreativo de Comfenalco: Funciona desde el año 1980 entre Floridablanca y Piedecuesta como centro de esparcimiento familiar con piscinas, cancha sintética de fútbol, canchas de fútbol de salón, baloncesto y voleibol, además de zonas para asados.

- Mesa de Ruitoque: Donde se hallan sitios como el Voladero Las Águilas para la práctica del parapente, además de sitios de gran belleza natural como pozos con pictografías guanes, saltos y una flora variada. En la parte alta se encuentran 32 conjuntos residenciales conformados por casas de lujo, donde residen personas influyentes de Santander como políticos y grandes empresarios, estando rodeados por canchas de golf y tenis que conforman el llamado Ruitoque Golf Country Club, además de contar con un hotel de lujo, supermercado y capilla, como una miniciudad. Toda la parte alta de Ruitoque conforma en conjunto lo que se conoce en el área metropolitana como: Ruitoque, teniendo una parte alta que hace relación a la cima de la meseta y una parte baja, que hace relación a la base de la meseta de ruitoque Ruitoque Condominio, es un conjunto cerrado que por sus particularidades arquitectónicas e inmobiliarias lo hacen ser una de los predios sobresalientes de este sector residencial campestre. Otro centro de recreación importante de este sector es el Copacabana Sport, ubicado en la parte baja de Ruitoque.

- Capilla Santa Bárbara: Ubicada cerca del parque principal.

- Cascada La Judía: Destino para llegar a él caminando y disfrutar de frías y cristalinas aguas.

- Sector de Cañaveral: Eje comercial del municipio donde se encuentran tres de los centros comerciales con mayor afluencia de público en el área metropolitana de Bucaramanga, con almacenes de cadena, salas de cine, restaurantes y en sus alrededores discotecas, bares, spas, sitios de comida rápida, entre otros sitios de esparcimiento. En esta zona se encuentra la sede del Club Campestre de Bucaramanga, prestigioso recinto social con campo de golf, piscina y canchas de tenis, las cuales son escenario del torneo ATP Challenger Series Bucaramanga Open, donde participan los tenistas más importantes de Colombia y algunos de los mejores situados en el mundo de acuerdo a la clasificación de la ATP.[5]

- Unidad Deportiva Álvaro Gómez Hurtado: Se encuentra el estadio de fútbol sede del Real Santander, equipo del fútbol profesional colombiano que actuó en la Primera B desde 2006 hasta 2010 y nuevamente desde 2013 hasta 2017, aunque el Atlético Bucaramanga de Primera División también lo usa de manera ocasional. De igual manera fue la sede temporal del equipo profesional de Primera División, Alianza Petrolera, mientras se reconstruía el estadio en Barrancabermeja. Además del estadio hay un coliseo cubierto para la práctica de deportes como fútbol sala, baloncesto y voleibol.

- Jardín Botánico Eloy Valenzuela: Único en el Oriente Colombiano. Con muestras de fauna y flora representativos del departamento de Santander. En la actualidad se podrán observar ardillas, osos perezosos, tortugas morrocoy, armadillos y muchas aves.

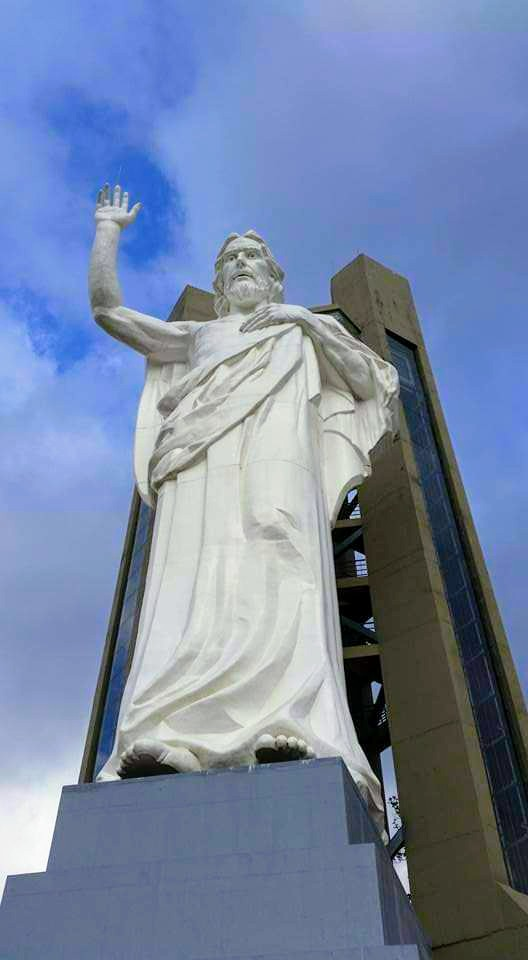
Estatua del Santísimo

- Parroquia San Juan Nepomuceno: La más importante iglesia del municipio ubicada en el Parque Principal, es conocida por sus imágenes religiosas utilizadas en las procesiones de Semana Santa, cargadas por la Hermandad de Jesús Nazareno del municipio.

- Parque Santander o Parque Principal: En honor al hombre de las leyes Francisco de Paula Santander. En su plazoleta se encuentra una fuente de agua con esculturas de garzas reales, tres bustos en honor a Simón Bolívar, Francisco de Paula Santander y al sacerdote José Elías Puyana, además de dos obras representativas de la cultura floridablanqueña: La Mano del Negro y un monumento del Chanchón.

- Parque natural La Esperanza

- Antigua Cervecería Clausen: Edificio construido a fines del siglo XIX, fue la primera planta cervecera construida en Colombia. En la actualidad es sede de un hotel y un restaurante que buscan aprovechar el potencial turístico de la zona con la construcción del "Parque Cerro del Santísimo". De hecho, aquí se encuentra ubicado el punto de partida del teleférico que comunica al parque en la vereda Helechales.

- Parque Acualago: Parque acuático con toboganes y piscinas, entró en funcionamiento a fines del año 2014, ubicado en el sector de Lagos.

- El tanque de agua en el barrio La Cumbre: Construcción que pertenece al Acueducto Metropolitano de Bucaramanga, con el objetivo de llevar el preciado líquido a esta zona del municipio y a sus alrededores. Llama la atención por su fantástica estructura en forma de torre, visible desde cualquier punto de Floridablanca y buena parte de Bucaramanga.

- Parque El Cerro del Santísimo: Ubicado en la Vereda Helechales, tiene una escultura de Jesús de Nazaret. Se proyecta que sea un sitio turístico y de peregrinaje en Semana Santa, sobre todo para realizar el Viacrucis en Viernes Santo. Cuenta con un sistema de teleférico para acceder al parque desde el Edificio Clausen en solo 3 minutos.[6]

## Educación
El municipio ofrece varias alternativas de educación media y universitaria. Colegios públicos y privados como el José Elías Puyana, Gabriela Mistral, New Cambridge son representativos del lugar. La Universidad Pontificia Bolivariana tiene una sede en la vía a Piedecuesta. También existe una sede de la Universidad Santo Tomás, donde se ofrecen las carreras de arquitectura, odontología y Derecho.

## Símbolos

### Bandera

Bandera del Municipio de Floridablanca (Santander).

La bandera es completamente verde, "significado de la riqueza y fertilidad de sus tierras, consagradas así desde los memorables tiempos en que se le conoció como la Hacienda la Palmita o Mano del Negro, y en virtud de la esperanza que acompaña a las gentes florideñas”, con un sol en el centro, "motivo de adoración de la cultura guane, que predominó en esta región y como símbolo de progreso de este municipio”. Fue adoptada mediante Decreto 3, del 4 de noviembre de 1977, siendo alcaldesa doña Carmen Cecilia Pérez Gómez.
Luego de múltiples debates en la comunidad, se logró, por intercesión de los gestores culturales Obdulio Amaya, Carlos Arenas y Néstor Jiménez, la inclusión del verdadero Sol Guane en la bandera, esencia de la creación, el cual consta de círculos concéntricos, como se aprecia en la imagen grabada en la cara oriental de la Piedra del Sol (Casa de Cultura).

### Escudo

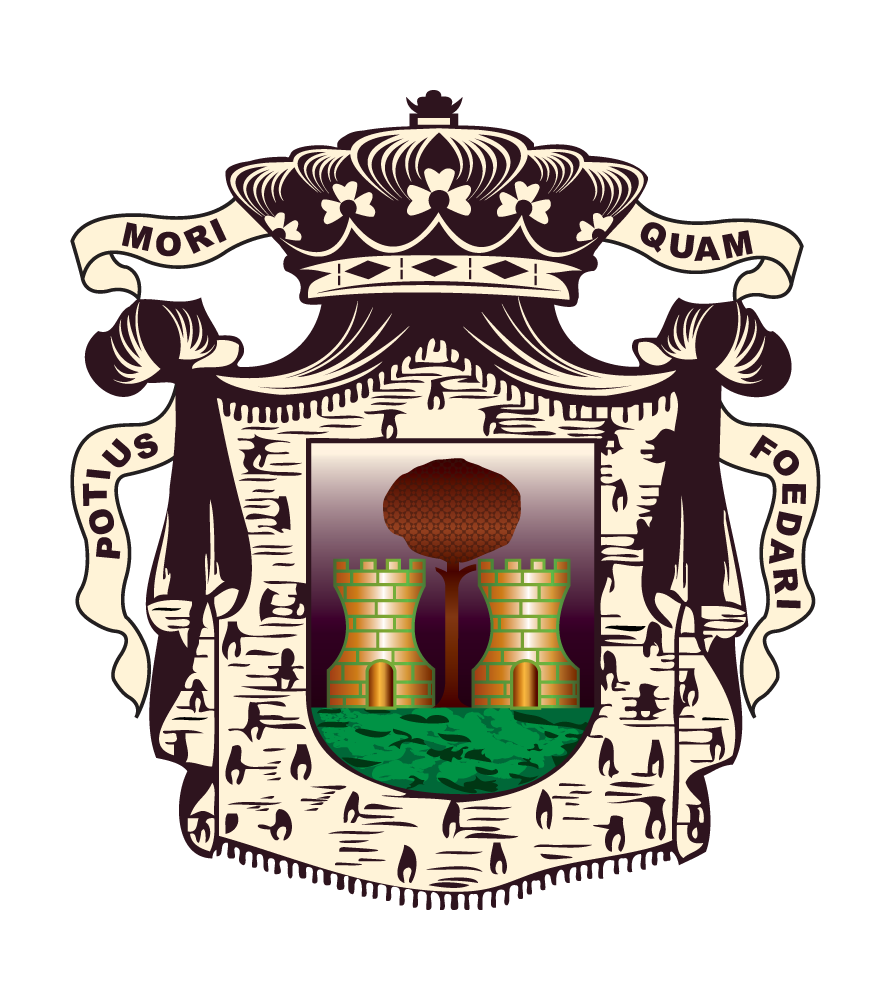
Escudo del Municipio de Floridablanca, Santander.

El escudo del municipio de Floridablanca fundado en la heráldica española lleva inscrita en una cinta de argén la frase latina  "Potius mori quam foedari", que se traduce: "antes morir que deshonrarse", y fue adoptado mediante el Decreto 85 del 7 de noviembre de 1977, siendo alcaldesa doña Carmen Cecilia Pérez Gómez, para honrar y perpetuar en la memoria de los florideños  el origen del nombre de la ciudad, dado en honor de Don José Moñino y Redondo, conde de Floridablanca.

### Himno
- Wikisource contiene documentos digitalizados sobre: Himno de Floridablanca.

### Árbol
El árbol de caracolí se adopta como árbol símbolo de Floridablanca, mediante el Decreto 154 del 22 de abril de 1996, resultado de una encuesta realizada por la Asociación Ecológica de Floridablanca que manifestó la predilección de los ciudadanos. La decisión convoca a la realización de acciones encaminadas a la protección de esta especie, Anacardium excelsum, mediante su siembra y distribución masiva, y la ejecución de jornadas de divulgación técnica sobre su cultivo.
Este árbol pertenece a una gran familia, encontrándose un total de 1236 especies en el mundo. En Floridablanca existen 3 o 4 especies nativas de la región.

### Flor
Igualmente, en expediciones realizadas por el investigador cultural Carlos Saúl Arenas Duarte, se logró llevar a un primer escenario de reconocimiento de la Flor Nativa de la ciudad de Floridablanca. En su proceso investigativo se concluye que existe una flor que la logrado sobrevivir a los cambios climáticos y urbanísticos de los últimos setenta años y ha estado en los campos desde los tiempos prehispánicos: LA FLOR DEL POMARROSO.
Aunque es un árbol nativo de Malasia, llegó a Colombia por ser zona tropical y se adaptó fácilmente en temperaturas promedio o templadas como en el caso de Floridablanca. En algunos textos de la expedición botánica, se afirma que probablemente estas especies vegetales conviven en nuestro hábitat desde hace aproximadamente dos mil años y probablemente fueron introducidas por los vikingos u otras culturas asiáticas previas al descubrimiento de Colón.
Las características de esta flor son:  flores 6-12; brácteas caducas mucho antes de la antesis; botones 15-20 mm, turbinados, rojos. Flores pediceladas, los pedicelos 1-3 × 1-2 mm; bractéolas caducas mucho antes de la antesis; hipanto 15-20 mm, rojo, obcónico a infundibuliforme, la base contraída para formar un seudopedículo 5-10 mm; lobos del cáliz 3-7 × 6-7 mm, en pares subiguales, ampliamente ovados o redondeados, los márgenes escariosos, el ápice redondeado; pétalos 7-9 × 7-9 mm, ovados, cóncavos, rojos, el ápice redondeado, los márgenes escariosos; estambres 100-150, 20-25 mm, rojos; estilo 20-25 mm. Frutos 50-75 × 20-50 mm, oblongos u obovoides; pericarpo carnoso, el ápice excavado; lobos del cáliz persistentes, plegados por encima del ápice; color rojo, rosado o blanco en la madurez.1 ( «Syzygium malaccense». Tropicos.org. Missouri Botanical Garden. Consultado el 21 de julio de 2014).
Esta flor por su resistencia a los cambios, estuvo presente hasta los años 80 en casi todos los corregimientos y veredas de la ciudad.

### Ave
La Garza Blanca es asumida como símbolo, en razón de que en gran parte del territorio rural de Floridablanca, existían pequeñas extensiones de agua en forma de charcos o lagunillas, la que según contaban los lugareños, eran producto de las largas jornadas lluviosas y lugar de avistamiento de las garzas.
En un intento por buscar reconocimiento cultural e identidad de sus pobladores, la Corporación Soarte ha venido investigando el origen de la garza en Floridablanca y ha encontrado que aparte de sus lagunillas, su hábitat es muy frecuente en casi todas las zonas tropicales y lluviosas de Santander, la costa atlántica y gran parte de los llanos.

## Servicios públicos
- Energía Eléctrica: Electrificadora de Santander (ESSA), del grupo EPM, es la empresa prestadora del servicio de energía eléctrica.
- Gas Natural: Vanti es la empresa distribuidora y comercializadora de gas natural en el municipio.